# Annellophora solani
Annellophora solani är en svampart som först beskrevs av Hans Sydow, och fick sitt nu gällande namn av S. Hughes 1952. Annellophora solani ingår i släktet Annellophora, divisionen sporsäcksvampar och riket svampar.   Inga underarter finns listade i Catalogue of Life.